# 劉昭妃 (明神宗)
劉昭妃（1557年—1642年），中國古代皇族女性，為明神宗妃嫔。指揮僉事劉應節之女。明末北京陷落時被殺的左都督劉岱為劉昭妃的弟弟。

## 生平
明神宗萬曆六年時（1578年），冊封劉氏為昭妃，劉昭妃時年21岁。一生无宠亦無生育。劉氏在明熹宗登基後於天啟年間被尊為宣懿昭妃，入居慈寧宮。明朝在神宗年間的慈聖皇太后去世後，就再也沒有出現過皇太后，因此由劉太妃掌管太后印璽（直到南明弘光帝在位時，才尊福忠王繼妃鄒氏為「恪貞仁壽皇太后」）。
劉太妃個性謹慎厚道，撫愛諸王，在朝廷和宮中很有威望。崇祯帝侍奉以禮，待之如祖母。一次崇祯帝朝見劉太妃後得太妃賜坐，崇祯帝不一會兒打起瞌睡。劉太妃見狀也不責怪，命左右宮人切勿驚醒崇祯帝，又命人取來衣袍讓崇祯帝蓋著。不久崇祯帝驚醒，從坐位上起身整好衣冠後向劉太妃謝罪：「神宗年間國內外事務不多；如今多災難，已連續兩晚批閱奏章不得安眠，因在太妃面前，精神匱乏以至失禮。」劉太妃聽後不忍心地落下淚來。劉氏於崇禎十五年逝世，享寿八十六岁。謚號宣懿康昭。

## 相关资料
- 《明史 卷一百十四 列传第二》

1. ↑  《明神宗顯皇帝實錄卷之一百二十二》 乙丑升昭妃父劉應節為指揮僉事端嬪父周清為指揮同知鄭承憲王秀邵名李士亮梁順李山張榛魏承志各授正千戶錦衣衛帶俸
2. ↑  《爝火录》......兴让与都督冉悦孔、劉岱，俱夹死。......
3. ↑  《小腆紀年》......都督周鑑、李國柱、劉岱、冉孔悅、駙馬都衛冉興讓、錦衣衛千戶梁清宏、李國祿，或追贓掠死、或賊東行時殺死；以為殉難者，謬也！考曰：計六奇曰：『勳臣之死，多不可信；蓋為襲爵地也。況主其事者為吾郡之宗伯某某乎！黃金有靈，青史無色矣』......
4. ↑  《明史 》卷一百十四 與後同日冊封者有昭妃劉氏。天啟、崇禎時，嘗居慈寧宮，掌太后璽。性謹厚，撫愛諸王。莊烈帝禮事之如大母。嘗以歲朝朝見，帝就便坐，俄假寐。太后戒勿驚，命尚衣謹護之。頃之，帝覺，攝衣冠起謝曰：「神祖時海內少事；今苦多難，兩夜省文書，未嘗交睫，在太妃前，困不自持如此。」太妃為之泣下。崇禎十五年薨，年八十有六。